# Sarkofag Junija Basa
Sarkofag Junija Basa je remek-djelo kasnoantičke rimske tehnike i inventivnosti. U njemu je sahranjen rimski prefekt Junije Baso koji je primio kršćanstvo malo prije svoje smrti 359. godine.

## Reljefi
Na sarkofagu se miješaju elementi klasične rimske i ranokršćanske umjetnosti. Klasični elementi su okviri kojima je raščlanjena površina – stupovi povezani arhitravom, lučno ili zabatom. Također, iako je kršćanska ikonografija već bila razvijena, prikaz Krista kao golobradog mladića vezuje se za antički prikaz Hermesa. Likovi su prikazani plastično, gotovo kao puni volumeni, ali bez insistiranja na točnosti proporcija i bez detalja. 
Novi kršćanski elementi su skučenost prikaza, te nove teme iz starog i novog zavjeta prikazane reduktivnom metodom (sa samo dva ili tri lika). Reljefi su podijeljeni na dvije razine, od kojih je donja podijeljena na 5 dijelova nadsvođene lukovima, dok su na gornjoj dijelovi zatvoreni arhitravom. Kristov dolazak u Jeruzalem je zrcalno postavljen u odnosu na dolazak careva. Tri su središnja prizora u gornjem nizu statična i svečana, što je u suprotnosti s narativnom živahnošću ostalih prizora. U sredini, Kristovu vrhovnu vlast podržava personifikacija Neba, Caelus, u sceni Traditio Legis. Petrovo uhićenje (na lijevoj strani) smješteno je u istom odnosu prema cjelini kao i Isusovo (na desnoj strani), što je uvjetovano činjenicom da je Bazilika sv. Petra odabrana kao mjesto gdje će ovaj spomenik biti postavljen. U gornjem je lijevom kutu motiv Abrahamove žrtve s Božjom rukom koja zadržava Abrahamovu u trenutku kad se sprema žrtvovati vlastitog sina: smjer se ove kretnje nastavlja u dijagonali koja ide preko cijele isklesane površine, a završava se Pavlovim uhićenjem, pri čemu je apostolov lik okrenut prema vanjskom rubu, naš kao i Abrahamov. Dva kraja druge dijagonale vode, međutim, do dvaju sjedećih likova, okrenutih prema unutra – Pilata (gore) i Joba (dolje). S jedne strane Kristova ulaska u Jeruzalem prikazan je Istočni grijeh, a s druge Danijel u lavljoj jami.

## Poveznice
- Umjetnost starog Rima
- Sarkofag
- Ranokršćanstvo